# Garcinia trianii
Garcinia trianii är en tvåhjärtbladig växtart som beskrevs av Jean Baptiste Louis Pierre. Garcinia trianii ingår i släktet Garcinia och familjen Clusiaceae. Inga underarter finns listade i Catalogue of Life.